# Henri Philippoteaux
Pour les articles homonymes, voir Philippoteaux.
Henri Philippoteaux, né le 19 janvier 1866 à Launois-sur-Vence et mort le 16 novembre 1935 à Launois-sur-Vence, est un homme politique français.

## Biographie
Avocat de profession, Philippoteaux fut sénateur des Ardennes du 14 janvier 1930 au 16 novembre 1935. Il fut également maire de Rocroi et remplit trois mandats de député des Ardennes de 1919 à 1930, d'abord comme républicain-socialiste puis comme radical-socialiste.

## Sources
- « Henri Philippoteaux », dans le Dictionnaire des parlementaires français (1889-1940), sous la direction de Jean Jolly, PUF, 1960 [détail de l’édition]